# Bugeranus
Bugeranus là một chi chim trong họ Gruidae.